# Chevannes (Loiret)
Chevannes is een gemeente in het Franse departement Loiret (regio Centre-Val de Loire) en telt 294 inwoners (2004). De plaats maakt deel uit van het arrondissement Montargis.

## Geografie
De oppervlakte van Chevannes bedraagt 12,1 km², de bevolkingsdichtheid is 24,3 inwoners per km².
De onderstaande kaart toont de ligging van Chevannes (Loiret) met de belangrijkste infrastructuur en aangrenzende gemeenten.

## Demografie
Onderstaande figuur toont het verloop van het inwonertal (bron: INSEE-tellingen).